# Пенал (город)
Пенал (англ. Penal; исп. Peñeraal) — город в Тринидаде и Тобаго. Расположен на юге острова Тринидад. Вместе с соседним городом Дебе и другими близлежащими поселениями образует регион Пенал-Дебе, а город Пенал является его столицей.

## Экономика
Изначально основу экономики Пенала составляло сельское хозяйство, в основонм плантации риса и какао. Но затем город превратился в крупный промышленный центр. Большинство индустриальных предприятий находятся в центре города, люди в пригородах и окраинах же в основном заняты сельским хозяйством. В городе есть рынок, полицейский участок, множество продуктовых магазинов, ресторанов, мини-маркетов и так далее. В Пенале находятся филиалы трех банков страны.
Город играет важную роль в энергетической промышленности островной страны. В городе располагались офисы бывшей нефтедобывающей компании Petrotrin, а также через него проходят важные внутренние газопроводы.

## Население
По данным переписи населения 2011 года, в городе проживает 12 281 человек. Это десятый но населению город Тринидада и Тобаго.

## Районы города
В Пенал входят следующие районы:
- Абдул Виллейдж[3]
- Аркарт Виллейдж[4]
- Бакар Ярд
- Бакен
- Бачия Виллейдж[5]
- Чарло Виллейдж[6]
- Сады Ла Костена[7]
- Мендес Виллейдж[8]
- Пенал Куинем Роуд Виллейдж[9]
- Су-Су Лендс[10]
- Сайн Виллейдж[11]